# أولاد مهدي
أولاد مهدي قبيلة عربية من العباسيين والمهدي بن يوسف هو الجد الجامع لها، أكد ذلك أبو محلي في كتابه الإصليت. وقيل هو من بني جعفر الطيار.
ولد في خلال القرن 14 بالساقية الحمراء ونشأ بدويا في قبيلته بني العباس.

## ترجمته
ارتحل عن الساقية الحمراء رفقة ابنيه سعيد ويوسف وماشيته وخدمه إلى أن وصل به المطاف يوما بالقرب من عين الساقية ببني عباس وبعد الاستفادة من هته العين تحول وجه هته البقعة من قاحلة إلى خضراء بعد جهد دام سنة كاملة.
انتقل المهدي بن يوسف بعد ذلك إلى وادي درعة رفقة خدمه وترك أهله وفيهم نجليه يوسف وسعيد وذلك لجلب غرس النخيل، وفي طريق العودة رافقه السيد علي بن مومن من قبيلة عريب. وغرس أول نخلة بالمنطقة وتزوج السيد علي بن مومن ابنة المهدي بن يوسف وأنجب منها ابنه محمد بن علي بن مومن، وبنيا قصر سمي قصر اولاد مهدي.

## نسله
تنقسم أولاد مهدي رأسا إلى اثنين أولاد سعيد وأولاد يوسف:
- تظم أولاد يوسف كل من أولاد بن علا وأولاد عدو وأولاد شرقي وأولاد يوسف
- تظم أولاد سعيد كل من أولاد عبيد وأولاد سعيد

## وفاته
توفي ببني عباس ودفن بمقبرة سيدي عثمان القديمة ولم يتمكن من تحديد قبره بالضبط وذلك لعدم وجود قبة عليه على عكس أحد احفاده سيدي امحمد بن عبد الله المعروف ب سيدي امحمد بن عبو المدفون بمقبرة تحمل إسمه.